# Karwendeltal
La Karwendeltal est une vallée du massif des Karwendel.
Elle est, après la vallée de Hinterau, la plus longue vallée du massif. Elle forme une légère courbe d'ouest en est entre le chaînon nord des Karwendel au nord et le chaînon Hinterautal-Vomper au sud.
La vallée est traversée par la Karwendelbach (de) qui débouche dans l'Isar à l'extrémité ouest de la vallée. À l'extrémité est de la vallée, avec l'Angeralm, le Hochalmsattel ferme la vallée et fait la transition entre le Kleine Ahornboden et la Johannestal (de).